# QuakeCon

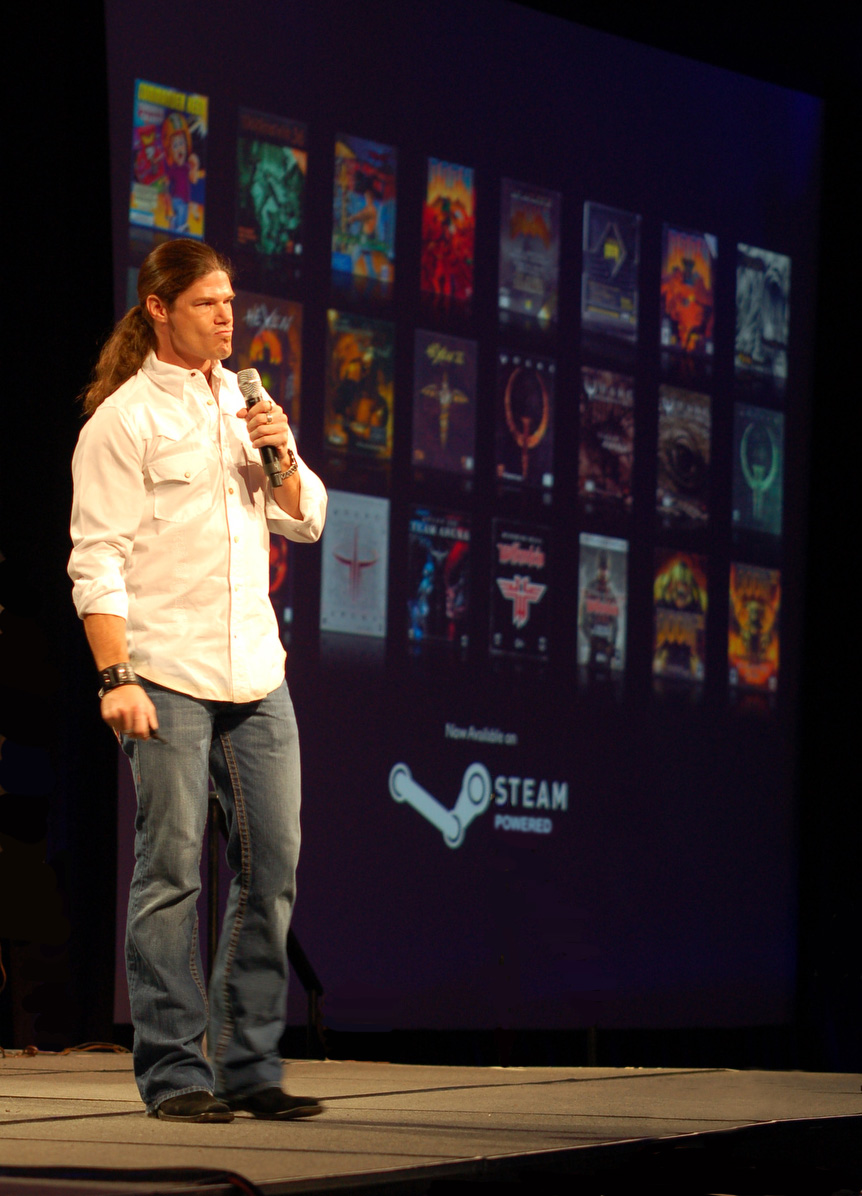
Todd Hollenshead, CEO da id Software na QuakeCon de 2007

Quakecon é um evento organizado em Dallas, Texas, EUA. O evento, que tem o nome após o jogo Quake da id Software, possuí uma competição no qual milhares de jogadores de todo mundo participam todos anos para celebrar a dinastia de jogos da empresa. É a maior LAN party na América do Norte, e tem a duração de 4 dias, em geral no mês de agosto.

## História
A Quakecon, foi organizada com o objectivo para reunir um grupo de amigos da rede de IRC EFnet, para se conhecerem na vida real.
Assim, o primeiro evento, em Agosto 1996, foi organizado em Best Wester em Garland, Texas. Com cerca de 40-60 participantes que trouxeram os seus computadores para jogar Quake I e Doom. Um pequeno torneio foi organizado, alguns empregados da id Software também participaram no evento, falando com os jogadores.

### Eventos
| Data | Participantes | Local                     |
| ---- | ------------- | ------------------------- |
| 1996 | 40-60         | Best Western, Texas       |
| 1997 | 650           | Holiday Inn, Plano, Texas |
| 1998 | 800           | Infomart, Dallas, Texas   |
| 1999 | 1100          | Mesquite, Texas           |
| 2000 | 3000          | Mesquite, Texas           |
| 2001 | 3000          | Mesquite, Texas           |
| 2002 | 3250          | Mesquite, Texas           |
| 2003 | 4000          | Dallas, Texas             |
| 2004 | 5000          | Grapevine, Texas          |
| 2005 | 6000          | Grapevine, Texas          |
| 2006 | 4000          | Dallas, Texas             |
| 2007 | 7000          | Dallas, Texas             |
| 2008 |               | Dallas, Texas             |